# Lakewood (Nowy Jork)
Lakewood – wieś w Stanach Zjednoczonych, w stanie Nowy Jork, w hrabstwie Chautauqua.